# Campeonato Europeo de Atletismo Sub-23 de 1997
El I Campeonato Europeo de Atletismo Sub-23 se celebró en la ciudad de Turku (Finlandia) del 10 al 13 de julio de 1997. La sede del evento fue el Estadio Paavo Nurmi.

## Resultados

### Masculino
| Evento                    | Oro                                                                            | Oro      | Plata                                                                                | Plata    | Bronce                                                                        | Bronce   |
| ------------------------- | ------------------------------------------------------------------------------ | -------- | ------------------------------------------------------------------------------------ | -------- | ----------------------------------------------------------------------------- | -------- |
| 100 m (viento: +2,8 m/s)  | Angelos Pavlakakis · Grecia                                                    | 10.18    | Carlos Calado Portugal                                                               | 10.29    | Marlon Devonish Reino Unido                                                   | 10.32    |
| 200 m (viento: +0.3 m/s)  | Julian Golding Reino Unido                                                     | 20.46    | Alessandro Attene · Italia                                                           | 20.68    | Ryszard Pilarczyk · Polonia                                                   | 20.87    |
| 400 m                     | Mark Hylton Reino Unido                                                        | 45.71    | Piotr Haczek · Polonia                                                               | 45.72    | Kjell Provost · Bélgica                                                       | 45.99    |
| 800 m                     | Andrea Longo · Italia                                                          | 1:46.49  | André Bucher · Suiza                                                                 | 1:47.13  | Grzegorz Krzosek · Polonia                                                    | 1:47.45  |
| 1500 m                    | Reyes Estévez · España                                                         | 3:42.37  | Carlos García · España                                                               | 3:43.24  | Alexandru Vasile · Rumania                                                    | 3:43.36  |
| 5000 m                    | Simone Zanon · Italia                                                          | 13:45.60 | Rachid Berradi · Italia                                                              | 13:47.08 | Sergey Lukin · Rusia                                                          | 13:48.04 |
| 10000 metros              | Rachid Berradi · Italia                                                        | 28:31.12 | Serhiy Lebid · Ucrania                                                               | 28:39.71 | Simone Zanon · Italia                                                         | 28:56.33 |
| 110 mv (viento: +2.2 m/s) | Frank Busemann · Alemania                                                      | 13.54    | Sven Pieters · Bélgica                                                               | 13.56    | Andrey Kislykh · Rusia                                                        | 13.56    |
| 400 mv                    | Lukáš Souček · República Checa                                                 | 49.08    | Marcel Schelbert · Suiza                                                             | 49.43    | Xavier Ravenet Francia                                                        | 49.63    |
| 3000 m obstáculos         | Luciano Di Pardo · Italia                                                      | 8:34.24  | Vincent Le Dauphin Francia                                                           | 8:36.92  | Konstantin Tomskiy · Rusia                                                    | 8:37.81  |
| 4 × 100 metros            | Dan Money Marlon Devonish Jamie Henthorn Julian Golding Reino Unido            | 38.99    | Marcin Krzywański · Dariusz Adamczyk · Piotr Balcerzak · Ryszard Pilarczyk · Polonia | 39.27    | Alexander Kosenkow · Eduard Martin · Patrik Weimer · Uwe Eisenbeis · Alemania | 39.45    |
| 4 × 400 metros            | Ryszard Pilarczyk · Piotr Długosielski · Jacek Bocian · Piotr Haczek · Polonia | 3:03.07  | · David Nikodým · Lukáš Souček · Jan Štejfa · Jiří Mužík · República Checa           | 3:04.13  | Thomas Goller · Maik Liebe · Lars Figura · Carlos Gachanja · Alemania         | 3:04.32  |
| 20 km marcha              | Aigars Fadejevs Letonia                                                        | 1:19:58  | Paquillo Fernández · España                                                          | 1:21:59  | Artur Meliashkevich · Bielorrusia                                             | 1:22:26  |
| Salto de altura           | Staffan Strand · Suecia                                                        | 2.28     | Martin Buß · Alemania                                                                | 2.24     | Marcin Kaczocha · Polonia                                                     | 2.24     |
| Salto con pértiga         | Yevgeniy Smiryagin · Rusia                                                     | 5.70     | Montxu Miranda · España                                                              | 5.50     | Petr Špaček · República Checa                                                 | 5.50     |
| Salto de longitud         | Carlos Calado Portugal                                                         | 8.32     | Kirill Sosunov · Rusia                                                               | 8.30     | Olexiy Lukashevych · Ucrania                                                  | 8.09     |
| Triple salto              | Vyacheslav Taranov · Rusia                                                     | 16.95    | Marat Safiullin · Rusia                                                              | 16.29    | Tayo Erogbobgo Reino Unido                                                    | 16.28    |
| Peso                      | Conny Karlsson · Finlandia                                                     | 19.48    | Gunnar Pfingsten · Alemania                                                          | 19.11    | Andreas Gustafsson · Suecia                                                   | 19.09    |
| Disco                     | Andrzej Krawczyk · Polonia                                                     | 59.54    | Timo Sinervo · Finlandia                                                             | 57.20    | Kyrylo Chuprynin Ucrania                                                      | 56.78    |
| Martillo                  | Iván Tsijan · Bielorrusia                                                      | 77.46    | Szymon Ziółkowski · Polonia                                                          | 73.68    | Mikalai Aulasevich · Bielorrusia                                              | 72.40    |
| Jabalina                  | Pietari Skyttä · Finlandia                                                     | 81.58    | Matti Närhi · Finlandia                                                              | 80.72    | Christian Nicolay · Alemania                                                  | 78.18    |
| Decatlón                  | Klaus Isekenmeier · Alemania                                                   | 7926     | Oleksandr Yurkov · Ucrania                                                           | 7888     | Pierre-Alexandre Vial Francia                                                 | 7866     |

### Mujeres
| Evento                    | Oro                                                                    | Oro      | Plata                                                                             | Plata    | Bronce                                                                              | Bronce   |
| ------------------------- | ---------------------------------------------------------------------- | -------- | --------------------------------------------------------------------------------- | -------- | ----------------------------------------------------------------------------------- | -------- |
| 100 m (viento: +1.6 m/s)  | Nora Ivanova Bulgaria                                                  | 11.50    | Esther Möller · Alemania                                                          | 11.53    | Marie-Joëlle Dogbo Francia                                                          | 11.54    |
| 200 m (viento: +1.7 m/s)  | Hana Benešová · República Checa                                        | 22.57    | Shanta Ghosh · Alemania                                                           | 22.80    | Katia Benth Francia                                                                 | 23.19    |
| 400 m                     | Allison Curbishley Reino Unido                                         | 50.85    | Hana Benešová · República Checa                                                   | 51.82    | Claudia Angerhausen · Alemania                                                      | 53.45    |
| 800 m                     | Iryna Lishchynska · Ucrania                                            | 2:01.72  | Dorota Fiut · Polonia                                                             | 2:02.44  | Lyudmila Goncharova · Rusia                                                         | 2:02.72  |
| 1500 m                    | Andrea Šuldesová · República Checa                                     | 4:13.92  | Lidia Chojecka · Polonia                                                          | 4:14.70  | Natalya Chernyshova · Ucrania                                                       | 4:15.43  |
| 5000 m                    | Oksana Belyakova · Rusia                                               | 15:45.22 | Cristina Casandra · Rumania                                                       | 15:46.59 | Marta Domínguez · España                                                            | 15:49.96 |
| 10,000 m                  | Olivera Jevtić Yugoslavia                                              | 32:44.22 | Annemari Kiekara · Finlandia                                                      | 32:48.57 | Stine Larsen · Noruega                                                              | 33:11.09 |
| 100 mv (viento: +1.9 m/s) | Irina Korotya · Rusia                                                  | 12.97    | Diane Allahgreen Reino Unido                                                      | 13.03    | Johanna Halkoaho · Finlandia                                                        | 13.35    |
| 400 mv                    | Rikke Rønholt Dinamarca                                                | 57.22    | Victoria Anne Jamison Reino Unido                                                 | 57.43    | Małgorzata Pskit · Polonia                                                          | 57.68    |
| 4×100 m                   | Esther Möller · Shanta Ghosh · Nancy Kette · Silke Eichmann · Alemania | 43.94    | Yelena Tishkova · Irina Korotya · Olga Maksimova · Yuliya Vertyanova · Rusia      | 44.41    | Elena Apollonio · Elena Sordelli · Manuela Grillo · Manuela Levorato · Italia       | 44.73    |
| 4×400 m                   | Vicki Jamison Jo Sloane Jeina Mitchell Allison Curbishley Reino Unido  | 3:32.81  | Nicole Marahrens · Shanta Ghosh · Claudia Gesell · Claudia Angerhausen · Alemania | 3:33.77  | Jitka Burianová · Eva Kasalová · Andrea Šuldesová · Hana Benešová · República Checa | 3:33.83  |
| 10 km marcha              | Olga Panfyorova · Rusia                                                | 43:33    | María Vasco · España                                                              | 44:01    | Susana Feitor Portugal                                                              | 44:26    |
| Salto de altura           | Yuliya Lyakhova · Rusia                                                | 1.97     | Kajsa Bergqvist · Suecia                                                          | 1.93     | Daniela Rath · Alemania                                                             | 1.91     |
| Salto con pértiga         | Eszter Szemerédi · Hungría                                             | 4.10     | Janet Zach · Alemania                                                             | 4.05     | Sabine Schulte · Alemania · Monique de Wilt Países Bajos                            | 3.80     |
| Salto de longitud         | Tatyana Kotova · Rusia                                                 | 6.57     | Cristina Nicolau · Rumania                                                        | 6.43     | Sofia Schulte · Alemania                                                            | 6.39     |
| Triple salto              | Cristina Nicolau · Rumania                                             | 14.22    | Anja Valant Eslovenia                                                             | 13.98    | Heli Koivula · Finlandia                                                            | 13.88    |
| Peso                      | Nadine Kleinert · Alemania                                             | 18.27    | Corrie de Bruin · Países Bajos                                                    | 18.06    | Yanina Karolchik · Bielorrusia                                                      | 17.98    |
| Disco                     | Corrie de Bruin · Países Bajos                                         | 57.72    | Kathleen Hering · Alemania                                                        | 56.78    | Yanina Karolchik · Bielorrusia                                                      | 56.36    |
| Martillo                  | Mihaela Melinte · Rumania                                              | 70.26    | Simone Mathes · Alemania                                                          | 64.38    | Lyn Sprules Reino Unido                                                             | 61.70    |
| Jabalina                  | Taina Kolkkala · Finlandia                                             | 56.48    | Alina Serdyuk · Bielorrusia                                                       | 55.56    | Merja Pitkänen · Finlandia                                                          | 55.24    |
| Heptatlón                 | Kathleen Gutjahr · Alemania                                            | 6130     | Yuliya Akulenko · Ucrania                                                         | 6117     | Diana Koritskaya · Rusia                                                            | 6014     |

## Medallero
| Núm. | País            | Oro | Plata | Bronce | Total |
| ---- | --------------- | --- | ----- | ------ | ----- |
| 1    | Rusia           | 7   | 3     | 5      | 15    |
| 2    | Alemania        | 5   | 8     | 7      | 20    |
| 3    | Reino Unido     | 5   | 2     | 3      | 10    |
| 4    | Italia          | 4   | 2     | 2      | 8     |
| 5    | Finlandia       | 3   | 3     | 3      | 9     |
| 6    | República Checa | 3   | 2     | 2      | 7     |
| 7    | Polonia         | 2   | 5     | 4      | 11    |
| 8    | Rumania         | 2   | 2     | 1      | 5     |
| 9    | España          | 1   | 4     | 1      | 6     |
| 10   | Ucrania         | 1   | 3     | 3      | 7     |
| 11   | Bielorrusia     | 1   | 1     | 4      | 6     |
| 12   | Países Bajos    | 1   | 1     | 1      | 3     |
| 12   | Portugal        | 1   | 1     | 1      | 3     |
| 12   | Suecia          | 1   | 1     | 1      | 3     |
| 15   | Bulgaria        | 1   | 0     | 0      | 1     |
| 15   | Dinamarca       | 1   | 0     | 0      | 1     |
| 15   | Grecia          | 1   | 0     | 0      | 1     |
| 15   | Hungría         | 1   | 0     | 0      | 1     |
| 15   | Letonia         | 1   | 0     | 0      | 1     |
| 15   | Yugoslavia      | 1   | 0     | 0      | 1     |
| 21   | Suiza           | 0   | 2     | 0      | 2     |
| 22   | Francia         | 0   | 1     | 4      | 5     |
| 23   | Bélgica         | 0   | 1     | 1      | 2     |
| 24   | Eslovenia       | 0   | 1     | 0      | 1     |
| 25   | Noruega         | 0   | 0     | 1      | 1     |